# Магістральний (Топкинський округ)
Магістра́льний (рос. Магистральный) — селище у складі Топкинського округу Кемеровської області, Росія.

## Населення
Населення — 422 особи (2010; 466 у 2002).
Національний склад (станом на 2002 рік):
- росіяни — 77 %